# 埃德溫法布雷加 (聖地牙哥區)
埃德溫法布雷加（西班牙語：Edwin Fábrega），是巴拿馬的城鎮，位於該國中西部，由貝拉瓜斯省的聖地牙哥區負責管轄，面積35.4平方公里，2010年人口3,434，人口密度每平方公里97人。